# Bucculatrix pyrenaica
Bucculatrix pyrenaica is een vlinder uit de familie ooglapmotten (Bucculatricidae). De wetenschappelijke naam is voor het eerst geldig gepubliceerd in 2004 door Nel & Varenne.
De soort komt voor in Europa.